# Italienska fronten under första världskriget

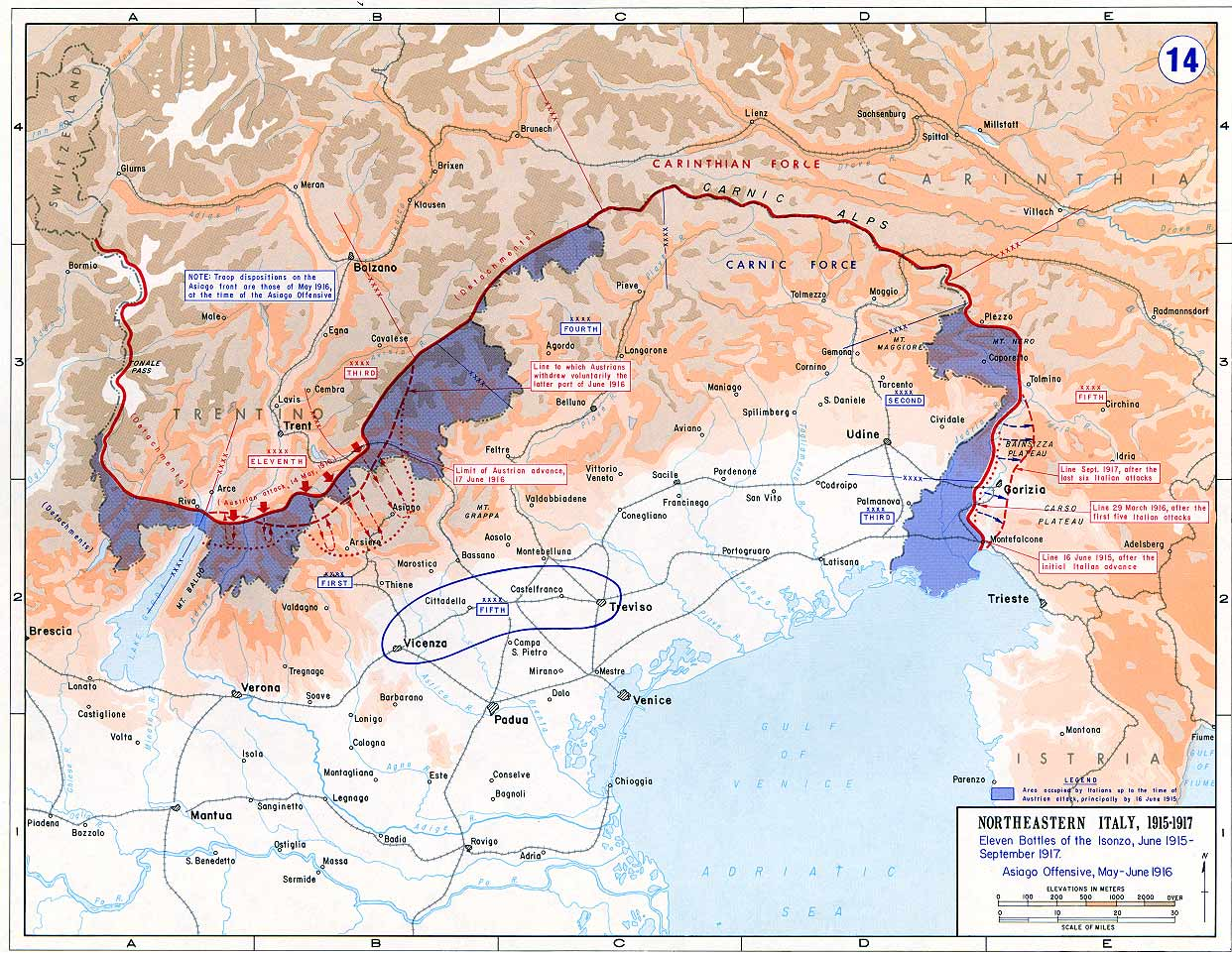
Italienska fronten maj 1915 till oktober 1917.

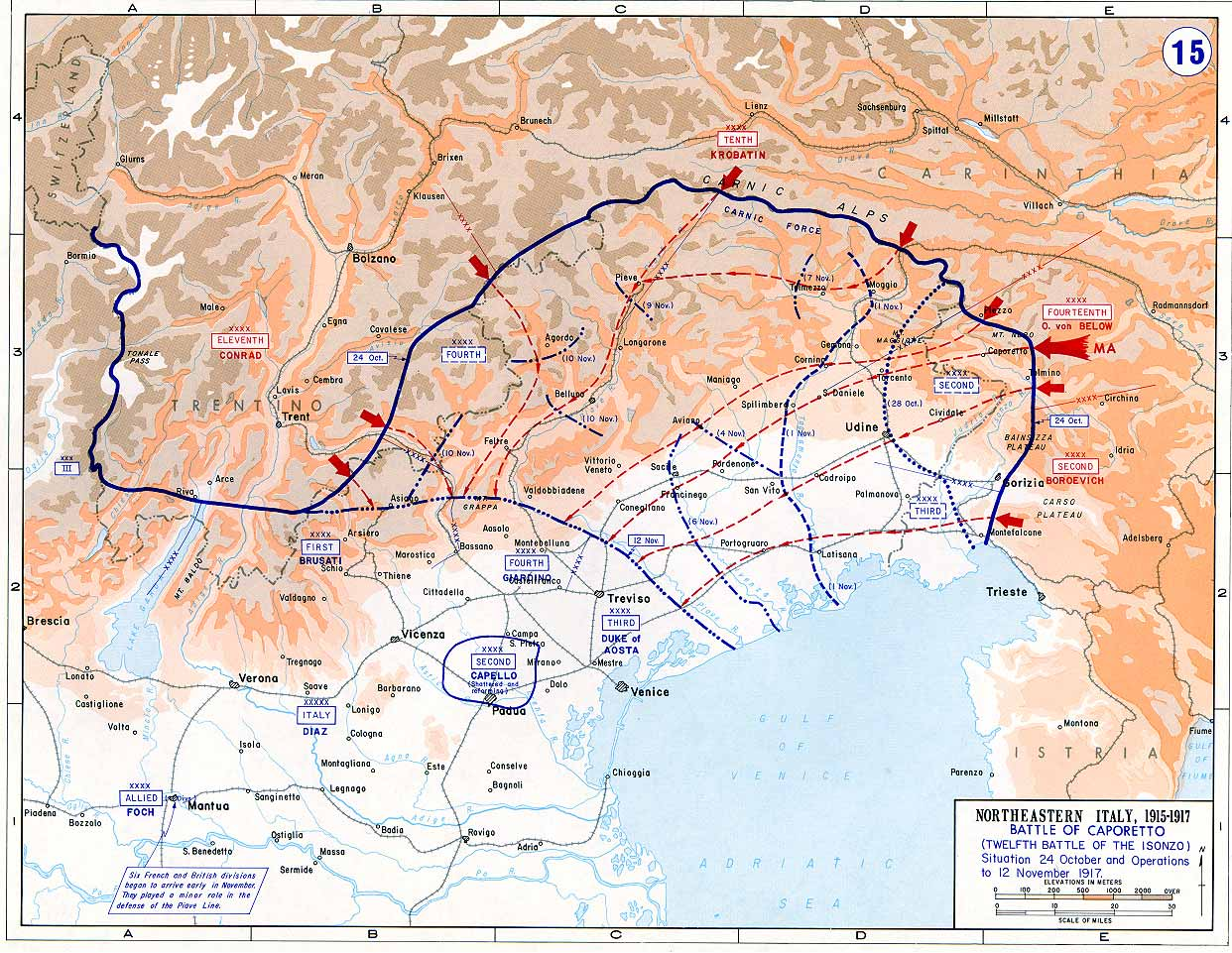
Tolfte Isonzoslaget, slaget vid Caporetto.

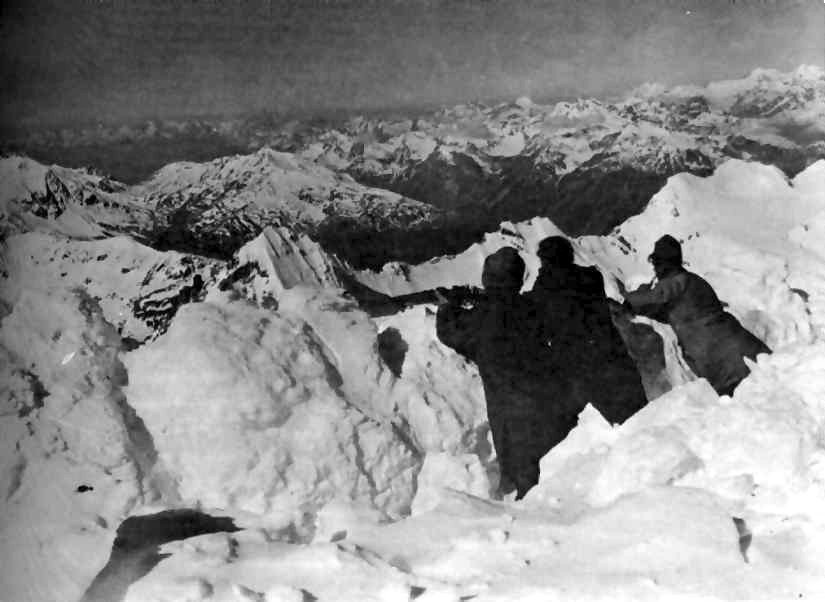
Österrik-ungerska soldater i skyttegravar i Alperna år 1917.

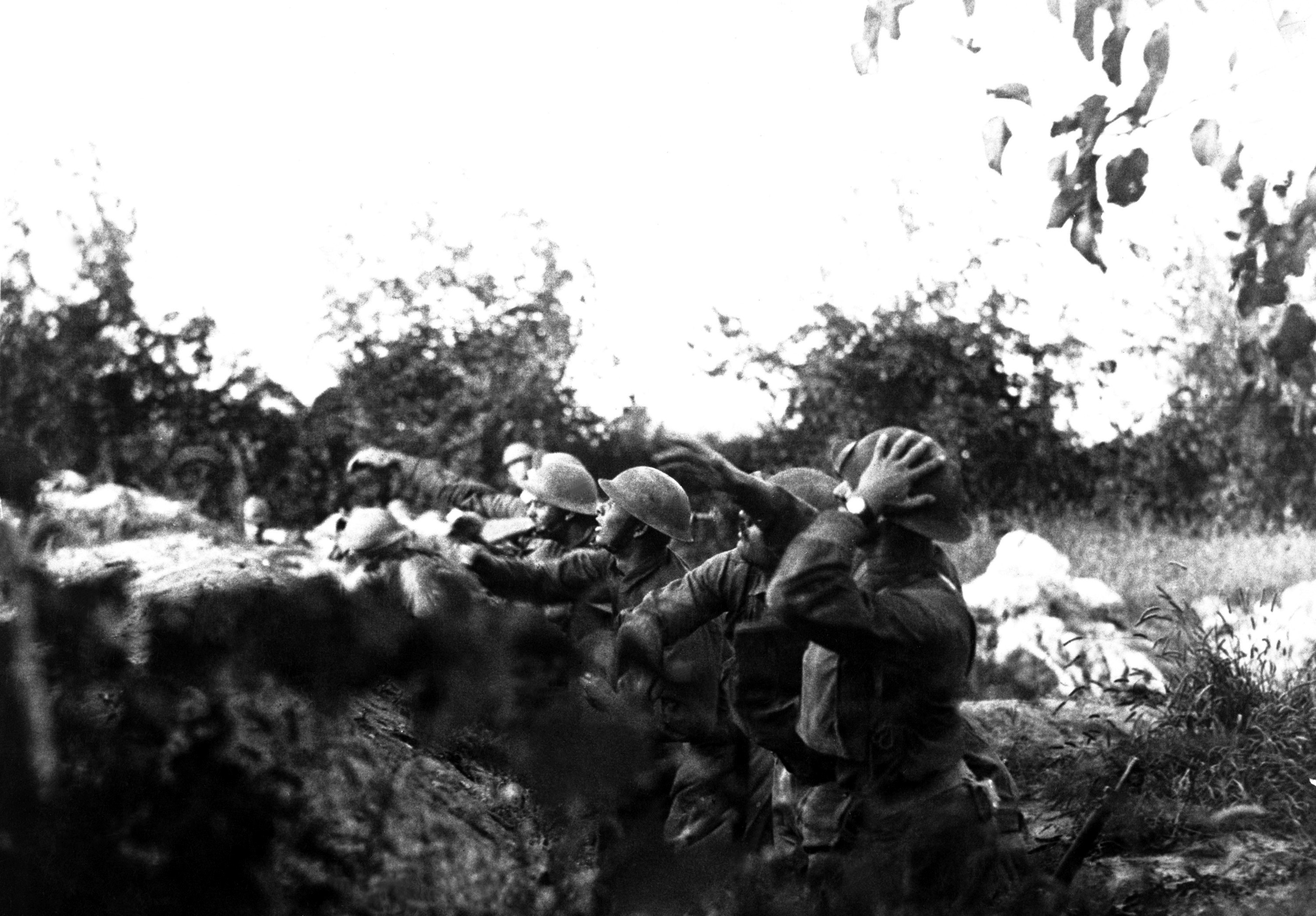
Amerikanska soldater under slaget vid Piave.

Italienska fronten – en serie av slag som utkämpades mellan Österrike-Ungerns och Italiens arméer, tillsammans med deras allierade, i norra Italien mellan år 1915 och 1918. Italien hoppades att genom att bli en medlem av ententen mot centralmakterna uppnå en vinst med Tyrolen (nuvarande provinserna Trento och Sydtyrolen), Österrikiska kustlandet och norra delen av Dalmatien. Italien hoppades även börja kriget med en överraskande offensiv som var avsedd för att snabbt attackera och erövra flera österrikiska städer, men kriget förvandlades snabbt till ett skyttegravskrig liknande det krig som utspelades på västfronten i Frankrike. Extremt hårda strider med stor blodspillan kännetecknade fronten. Strider på italienska fronten utspelades från gränsen till Schweiz som ett liggande S och passerade genom Sydtyrolens alper till Gardasjöns norra spets, vidare genom Dolomiterna, Karniska alperna, Borabergen och utmed floden Isonzo och ut vid staden Monfalcone.

## Vita kriget
Då en stor del av striderna utspelades på hög höjd, var förhållandena mycket svåra för soldaterna. Vädret skulle visa sig extra påtagligt på det första stycket av fronten, mellan Schweiz och Gardasjön. Artilleriet utlöste ofta laviner som begravde soldaterna. Dessutom ansågs detta frontstycke som mindre intressant och besattes av reservister som inte var vana vid denna typ av strid. Fronten skulle heller inte flytta sig mer än ett antal hundra meter, under denna del av fronten.

## Dolomiterna
I Trentinoområdet, efter Gardasjön, gjordes ett antal försök till genombrytning men kom sedan till ett stopp på grund av det ständiga problemet med underhållslinjer och att artilleri skulle hinna med. Bergstoppar erövrades, men oftast återerövrades de samma kväll eller dagen efter.

## Isonzofronten
Denna frontsträcka är den som är mest känd för eftervärlden. Italien försökte här mellan juni 1915 och september 1917, 11 gånger genom offensiver slå hål på Österrike-Ungerns linje, men med ständiga misslyckanden och stora förluster. Många av striderna här fördes också på hög höjd, och de allra flesta offensiver inleddes med häftiga artillerianfall, likt offensiverna på västfronten. Det stod även ett tolfte slag här men detta var på initiativ från centralmakterna. Vid detta tillfälle bröts den italienska linjen och frontlinjen skulle inte stabiliseras förrän man nått floden Piave.

## Italienska fronten 1918
Under slaget vid Caporetto i oktober och november 1917, hade Italien under Luigi Cadorna fått fly hals över huvud från Isonzo, med stora förluster i soldater och krigsmateriel. Detta var en katastrof för landet och den enväldige Cadorna fick sparken och ersattes av Armando Diaz. Man lyckades stabilisera fronten vid Piave, som hade fungerat som en slags nödlinje i fall motståndaren bröt igenom. Flera divisioner franska och brittiska soldater hade kommit till hjälp. Även om det skulle göras vissa överföringar av trupper till västfronten så fanns det avsevärt med dessa trupper kvar. Här befann man sig nu, när 1918 kom.
Båda arméerna var slitna efter de tidigare striderna så frontlinjen var relativt lugn fram till juni. Italien hade nu fått ihop 59 divisioner under sitt befäl och Österrike-Ungern hade 53 divisioner. Bägge parterna önskade naturligtvis att det skulle fortsätta så och att avgörandet skulle ske på västfronten, men deras respektive allierade krävde att något skulle ske även på denna front. Det skulle bli Österrike-Ungern som tog första steget.

### Österrike-Ungerns initiativ
Den österrike-ungerska armén hade det inte lätt. Svårt med underhållet, soldaterna fick inte tillräckligt med mat men värst var att de inte kom överens. Det talades språk från nio olika språkgrupper och en del nationaliteter kände mer lojalitet gentemot motståndarna. Dessutom stod det bräckliga kejsardömet på randen till förintelse. Det fanns inget "faderland" att slåss för. Med detta i bagaget så beslutades ett dubbelanfall, ett uppe i bergen i Trentino och ett över Piavefloden. Detta beslut var en kompromiss då ena sidan ville anfalla endast från bergen, medan den andra ville anfalla över Poslätten, över Piave. Kompromissen innebar nu en serie anfall som var dömda att misslyckas, då det skulle vara omöjligt att följa efter med artilleri och underhåll. 

### Italiens initiativ
Italienarna ansåg, trots framgången nu, att de inte var i skick att anfalla, de skulle bara klara en offensiv till och misslyckades den var de dömda till undergång. Även om det inte skulle bli så allvarligt, så var det så den italienska ledningen tänkte. Tyskarna började nu förlora mer och mer på västfronten och ententen krävde att Italien utnyttjade centralmakternas sårbarhet. I synnerhet med tanke på att Österrike-Ungern gick till reträtt, så borde italienarna följa upp detta.
Men så hände det saker på olika fronter. De allierade slog sig genom fronten kring Thessaloniki i Vardaroffensiven och tog sig upp via Serbien. Österrike-Ungern började falla ihop som ett korthus, allt skulle gå fort. Den 6 oktober utropades en ny stat – Jugoslavien. Den 14 oktober bildades en tjeckisk tillfällig regering och den 16 oktober utfärdades en proklamation där den habsburgske kejsaren förklarade att Österrike var ett federalt imperium. Italien förstod att de var tvungna att delta i krossandet för att få sina krav i Londonfördraget uppfyllda. De kände sig tvungna att gå till offensiv.